# Lekotek
Ett lekotek är en pedagogisk inrättning, främst för barn med fysisk eller psykisk funktionsnedsättning. Där sker rådgivning och utlåning av lekmateriel.
Det första lekoteket invigdes 1963 på Blockhusudden i Stockholm och finansierades då bland annat av Jerringfonden, Majblomman och donatorer. Senare blev Svenska scoutförbundets stiftelse för psykiskt utvecklingsstörda barn huvudman. År 1973 fanns omkring 50 liknande inrättningar i Sverige.
Lekotek ingår även i ett internationellt hjälpmedelsprogram, för leksaker åt sjuka och handikappade barn. Från Sverige spred sig konceptet, först till andra länder i Skandinavien, därefter i Europa, och slutligen övriga världen. I USA finns över 50 lekotek. Det första amerikanska lekoteket invigdes i Evanston i Illinois 1980. De första lekoteken i USA grundades av Sally DeVencentis och Sharon Draznin.

## Leksaksbibliotek
En liknande utlåningsverksamhet av leksaker till barn i gemen är leksaksbibliotek. Denna typ av verksamhet har rötter till 1930-talet och sedan 2010-talet blivit del av en expanderande delningsekonomi i bland annat Sverige. Syftet är bland annat att minska kostnader för barnfamiljer.